# Nocny myśliwiec

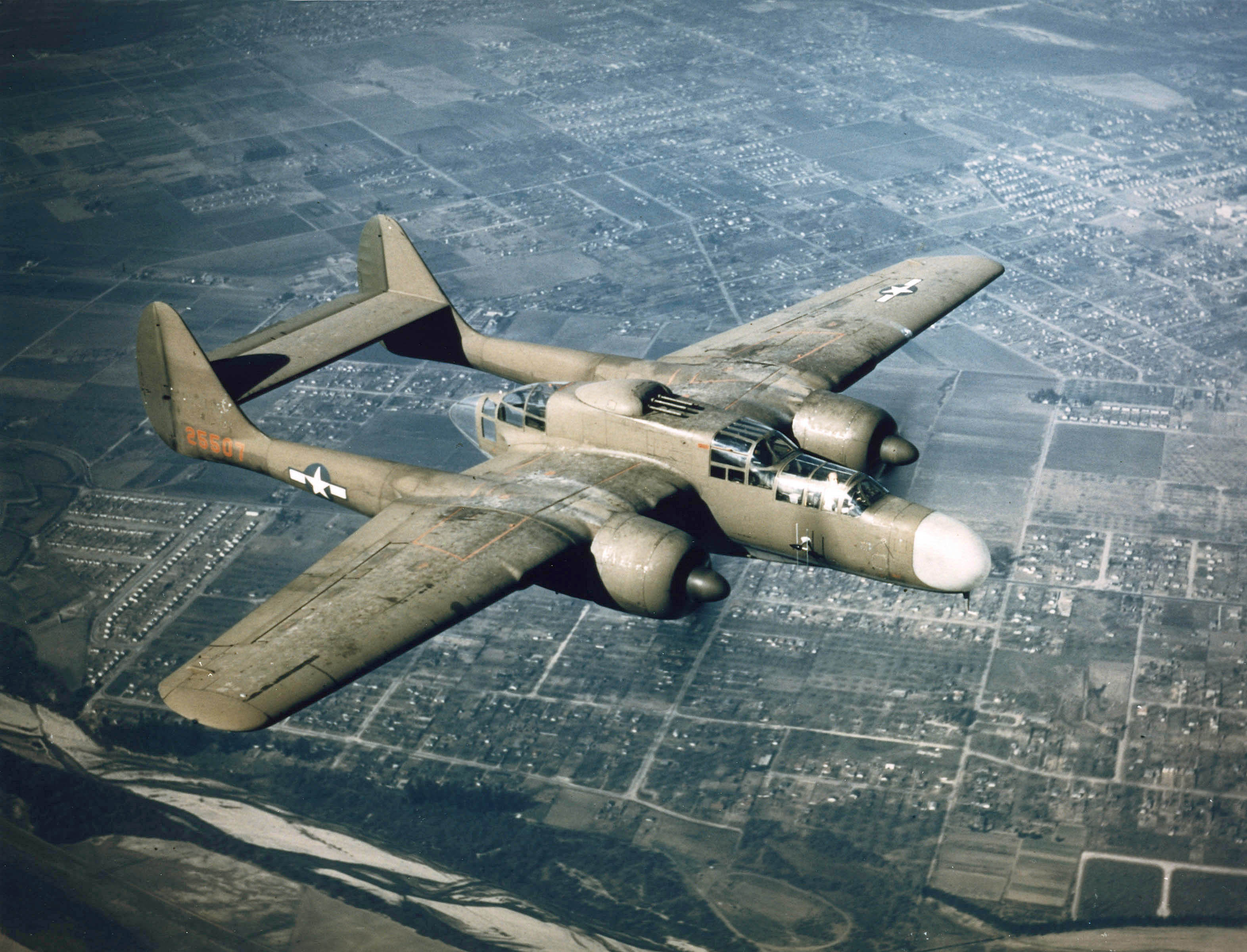
Amerykański P-61 Black Widow – widoczna osłona radaru w nosie kadłuba

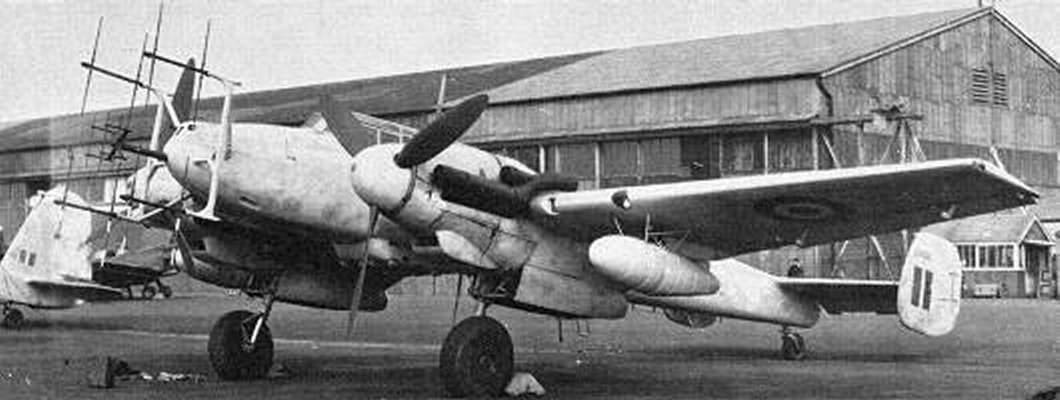
Niemiecki myśliwiec nocny Bf 110 G4 – widoczne rozbudowane anteny radaru

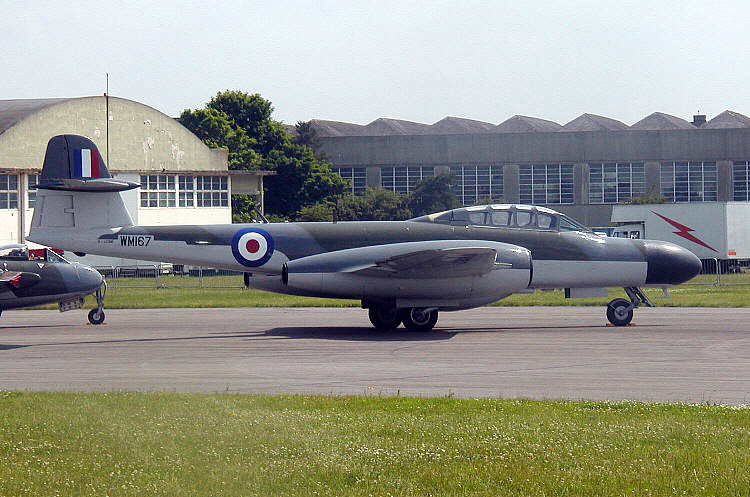
Brytyjski odrzutowy myśliwiec nocny Gloster Meteor NF11

Nocny myśliwiec (nocny samolot myśliwski) – rodzaj samolotu myśliwskiego przystosowany konstrukcyjnie do operowania w nocy, służący głównie do przechwytywania nieprzyjacielskich nocnych bombowców nad własnym terytorium, rzadziej do akcji ofensywnych nad terytorium wroga.
Początkowo myśliwce nocne powstawały przez adaptację zwykłych myśliwców lub lekkich bombowców i różniły się od nich jedynie bogatszym wyposażeniem pilotażowym. Klasa ta miała okres największego rozwoju podczas II wojny światowej, kiedy powstały wyspecjalizowane myśliwce nocne, odróżniające się posiadaniem radaru pokładowego. Na skutek cięższego wyposażenia, były to zwykle samoloty dwusilnikowe o załodze wieloosobowej, większe i cięższe od myśliwców operujących w dzień. Po zakończeniu wojny klasa ta stopniowo zanikła wraz z rozwojem zwykłych samolotów myśliwskich, które stały się standardowo zdolne do operowania w nocy.

## Historia rozwoju

### I wojna światowa i okres międzywojenny
W początkach lotnictwa wojskowego samoloty i inne statki powietrzne operowały jedynie w dzień. Dopiero w początkowym okresie I wojny światowej, z powodu dużych strat sterowców w nalotach dziennych, Niemcy zaczęli prowadzić naloty sterowcami na Anglię w nocy. Wówczas pojawiła się potrzeba wprowadzenia do walki z nimi nocnych samolotów myśliwskich. Pierwsze zestrzelenie statku powietrznego – sterowca w nocy miało miejsce 7/8 czerwca 1915 roku nad Gandawą przez brytyjskiego pilota (na samolocie Morane-Saulnier L, niebędącym wyspecjalizowanym myśliwcem nocnym). Od 1917 roku Niemcy ponadto rozpoczęli nocne naloty samolotów bombowych na Londyn. Do walki ze sterowcami Brytyjczycy wprowadzili pierwsze myśliwce przeznaczone do lotów nocnych, przebudowane z jednosilnikowych samolotów zwiadowczych RAF B.E.2c i lekkich bombowców Airco DH.4. Początkowo jedynymi różnicami w stosunku do myśliwców dziennych było instalowanie oświetlenia pozycyjnego i do lądowania, podświetlenia przyrządów celowniczych, i ewentualnie zastosowanie rakiet oświetlających.
Nocne myśliwce mogły mieć słabsze osiągi od myśliwców dziennych, gdyż ich przeznaczeniem była walka z wolniejszymi i mniej zwrotnymi bombowcami, a nie myśliwcami przeciwnika. Wykrycie i identyfikacja celu musiała być dokonana jedynie wzrokowo, przy naturalnym świetle Księżyca. Stąd, a także z powodu bardziej utrudnionej nawigacji w nocy, przydatne były załogi wieloosobowe. Jedynie częściowo w wykrywaniu celów mogły pomagać reflektory przeciwlotnicze z ziemi.
W okresie międzywojennym klasa myśliwców nocnych nie była rozwijana z braku potrzeb; nie nastąpił też znaczący postęp techniczny w tej dziedzinie, oprócz lepszego przystosowania ogółu samolotów do pilotażu nocnego i bez widoczności. Jako myśliwce nocne wykorzystywano głównie przestarzałe typy myśliwców lub lekkich bombowców (na przykład w Niemczech Arado Ar 68, w Polsce w latach 30. bombowce Potez XXV i Breguet 19). Nie dysponowano też wyspecjalizowanymi samolotami tego typu w chwili wybuchu wojny.

### II wojna światowa
Znaczący rozwój tej klasy nastąpił dopiero w trakcie II wojny światowej, kiedy to zwłaszcza Niemcy i Brytyjczycy podjęli nocne naloty bombowe na dużą skalę. Początkowo używano do tego celu głównie ciężkich myśliwców, z drobnymi modyfikacjami, jak tłumiki płomieni wylotowych na rurach wydechowych i zazwyczaj czarne malowanie kamuflażowe. Adaptowano też w tym charakterze szybkie dwusilnikowe bombowce, rozwijające prędkość powyżej 400 km/h (na przykład Junkers Ju 88). Nowością było naprowadzanie samolotu na cel przez operatorów z ziemi, według wskazań naziemnych radarów, a wcześniej nasłuchowników. Początkowo samoloty tego rodzaju nie miały specjalnych środków obserwacji, aczkolwiek Niemcy próbowali wyposażać samoloty w detektory podczerwieni, mało przydatne w praktyce. Przełomem technicznym, w miarę miniaturyzacji urządzeń radarowych, stało się zastosowanie pokładowych stacji radiolokacyjnych na samolotach. Radar pokładowy umożliwiał wykrycie celu w nocy, z ograniczonej odległości, i w miarę precyzyjne naprowadzenie na cel, który jednak w ostatniej fazie ataku wciąż musiał być wykryty wzrokowo i ostrzelany. Z racji dużych rozmiarów i masy aparatury radarowej, instalowano ją początkowo jedynie na ciężkich myśliwcach dwusilnikowych, często rozwiniętych z bombowców. W skład załogi myśliwców nocnych, oprócz pilota, wchodził operator radaru, czasem też strzelec pokładowy. Samoloty wyposażone w pokładowe radary były wprowadzone jedynie przez najbardziej rozwinięte technicznie państwa: Wielką Brytanię, Niemcy i USA (na małą skalę w ZSRR i Japonii). Pierwsze brytyjskie samoloty tego typu zostały wprowadzone w 1940 roku – pierwsze zwycięstwo z użyciem radaru odniesiono 21/22 lipca 1940 roku na brytyjskim samolocie Blenheim Mk IF. Pierwsze zwycięstwo z użyciem radaru niemiecki samolot (eksperymentalny Do 215 B-5) odniósł 10 sierpnia 1941 roku, jednakże seryjne radary lotnicze wprowadzono w Niemczech dopiero na początku 1942 roku.
Typowe myśliwce nocne okresu 1941–1945 to samoloty dwusilnikowe z 2–3-osobową załogą, osiągające prędkość 500–600 km/h, z uzbrojeniem składającym się z kilku działek 20 mm lub karabinów maszynowych. Ówczesne radary pokładowe miały zasięg wykrycia celu do kilku lub kilkunastu kilometrów. Anteny radarów mocowane były w nosie kadłuba lub na skrzydłach, początkowo były to wystające anteny lub dipole, pod koniec wojny chowano anteny w dielektrycznych oprofilowanych obudowach. Niemcy i Japonia w części samolotów stosowały działka strzelające pod kątem do góry, służące do atakowania samolotów lecących wyżej (niemiecki system Schräge Musik). Niemcy stosowali też pod koniec wojny aparaturę naprowadzającą na radary brytyjskich bombowców. Niemieckie nocne lotnictwo myśliwskie zestrzeliło podczas wojny co najmniej 5833 brytyjskich bombowców.
Oprócz obrony własnego terytorium, Niemcy i Brytyjczycy zaczęli na mniejszą skalę wykorzystywać myśliwce nocne ofensywnie, do przechwytywania samolotów bezpośrednio nad lotniskami wroga (lotów intruderskich), zwłaszcza podczas startów lub lądowań samolotów bombowych, korzystając z ich oświetlenia. Niemcy prowadzili takie działania, połączone z bombardowaniem lotnisk, od końca lipca 1940 roku.

### Okres powojenny
Tuż po II wojnie światowej budowano jeszcze odrzutowe myśliwce nocne (na przykład Gloster Meteor NF), jednak w miarę rozwoju technicznego samolotów i ich wyposażenia, w latach 50. klasa myśliwców nocnych przestała być wyróżniana, a zastąpiła ją klasa myśliwców przechwytujących wyposażonych w radary, operujących w dzień i w nocy. Samoloty takie określano wówczas jako myśliwce zdolne do operowania we wszystkich warunkach atmosferycznych (ang. all weather fighter). Ostatecznie potrzeba myśliwców nocnych zanikła wraz z rozpowszechnieniem się stacji radiolokacyjnych w latach 60., które zaczęły stanowić standardowe wyposażenie samolotów myśliwskich oraz z wprowadzeniem kierowanych pocisków rakietowych. Nowo budowane myśliwce z reguły mogły zwalczać cele w dzień i w nocy oraz w każdych warunkach pogodowych.

## Przegląd typów
Bardziej znane myśliwce nocne okresu II wojny światowej:
- Wielka Brytania:
  - Bristol Blenheim Mk IF (pierwszy myśliwiec wyposażony w radar)
  - Bristol Beaufighter (wersje F Mk IF, Mk II i Mk VI)
  - de Havilland Mosquito (wersje NF)
- Niemcy
  - Messerschmitt Bf 110
  - Junkers Ju 88 (wersje C, G)
  - Dornier Do 217
  - Heinkel He 219
  - Messerschmitt Me 262 (wersja B)
- USA
  - Douglas DB-7
  - P-61 Black Widow
- Japonia
  - Nakajima J1N Gekko
  - Kawasaki Ki-45 Toryu
  - Mitsubishi Ki-46-III ‘Dinah’